# 意大利轰炸巴勒斯坦托管地

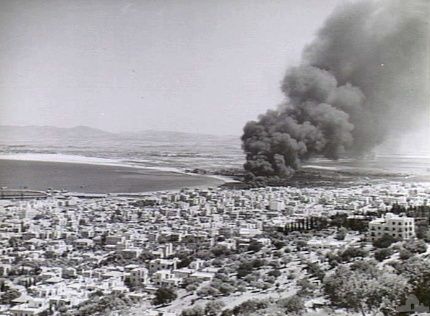
海法煉油廠被空袭摧毀

意大利轰炸巴勒斯坦托管地是指第二次世界大战期间，意大利王家空军袭击英国在中东的属地，其中就包括巴勒斯坦托管地。

## 背景
1940年6月10日，義大利王國向法兰西第三共和国和英国宣战。此后義大利入侵法國，最终双方在6月25日签订停战协定。此后，只剩英国和英联邦军队在中东与意方抗衡。
1940年10月19日，意军四架萨沃亚-马尔凯蒂SM.82型重轰炸机成功空袭英国保护国巴林的炼油厂。沙特阿拉伯的宰赫兰也遭到空袭，但没受多大损伤。

## 轰炸行动
自1940年7月起，意方对巴勒斯坦託管地的轰炸主要集中在特拉维夫和海法。但阿卡和雅法等很多其他海滨城镇也受到了影响。  
意军于1941年6月对巴勒斯坦託管地发动了最后的空袭。海法和特拉维夫被轰炸，但没有遭受多大损失，亦无多少人员伤亡。

### 轰炸海法
自1940年6月起，意方就对海法进行了多次空袭，主要针对港口和炼油厂。1940年7月29日的《時代雜誌》曾报导称意军的SM82轰炸机在上一周轰炸了海法，造成几十人伤亡。意方称空袭行动取得了巨大成功，而英方则没有否认。
来自佐澤卡尼索斯群島的10架意大利重轰炸机从高空向海法炼油厂投下了50枚炸弹。轰炸引发的大火烧了很多天，炼油厂的生产工作暂停了将近一个月。从迦密山的基地起飞的英军战斗机没能赶上正在向位于意属爱琴海群岛的基地返航的意军飞机。

### 轰炸特拉维夫
1940年9月9日，意军对特拉维夫的空袭造成137人死亡。1941年6月12日，特拉维夫还遭受了另一场空袭，造成13人死亡，袭击方可能是意军，也可能是驻扎在叙利亚的维希法国军队。
当时意军轰炸机在去轰炸海法的战略目标（港口和炼油厂）途中遭英军飞机拦截，他们在被迫返航途中接到命令：将炸弹投在特拉维夫的港口，但由于需要躲避英军飞机，他们误将炸弹投在了港口附近的居民区，因此造成137人身亡。